# Lee Hyung-koo
Hyungkoo Lee est un artiste contemporain sud-coréen né en 1969 à Pohang, qui vit et travaille à Séoul.

## Biographie
Né en Corée en 1969, il commence ses études d'art en 1998 au B.F.A. Hong-Ik University, College of Fine Art, de Séoul, puis les poursuit en 2002 au M.F.A. Yale University, School of Art, New Haven, Connecticut aux États-Unis. 

## Œuvres
- Objectuals : des objets de laboratoire improbables... des casques-bulles qui altèrent l'apparence du visage...
- Animatus : une série de squelettes des personnages de dessin animé[1]...

## Expositions

### Individuelles
- 2008 : Animatus, Musée d'histoire naturelle de Bâle, Suisse
- 2006 : Animatus, Arario Gallery, Cheonan, Korea
- 2004 : The Objectuals, Sungkok Art Museum, Seoul, Korea

### Collectives
- 2009 :  
  - Dingo, Expo "Vraoum, les Trésors de la bande dessinée et art contemporain", Maison Rouge (75012 Paris).[réf. nécessaire]

- 2006 : 
  - ALLLOOKSAME?, Fondazione Sandretto Re Rebaudengo, Turin, Italie
  - Give Me Shelter, Union Project, London, Angleterre
  - Art Spectrum, Leeum, Seoul, Corée du sud

- 2005 :
  - Visions of the Body, Seoul Museum of Art, Seoul, Corée du sud

- 2004 :
  - Young Artists from Korea, China and Japan, National Museum of Contemporary Art, Korea
  - The Joan Mitchell Foundation 2002 & 2003 MFA Grant Recipiants: Cue Art Foundation Gallery, New York, NY, USA
  - The 5th Open Studio Exhibition, SSamziespace, Seoul,
  - Out the Window: Spaces of Distraction, Project Space Zip, Seoul,
  - Out the Window: Spaces of Distraction, The Japan Foundation Forum, Tokyo, Japon

- 2003 :
  - Fake & Fantasy, Art Center Nabi, Seoul, Korea
  - Energy, Project Space Zip, Seoul, Korea
  - 'Beauty, Sungkok Art Museum, Seoul, Korea
  - Pleasure Factory, The Seoul Museum of Art, Seoul, Korea

- 2002 :
  - M.F.A.Thesis Exhibition, Yale University School of Art, New Haven, CT, USA

- 2001 :
  - The Wight Biennial,  The New Wight Gallery, UCLA, Los Angeles, CA, USA